# Dumas (chanteur)
 (février 2018).
Pour les articles homonymes, voir Dumas.
Steve Dumas dit Dumas, né le 4 juillet 1979 à Victoriaville au Québec, est un auteur-compositeur-interprète québécois actif depuis 2001.

## Biographie
Dumas est un auteur-compositeur-interprète québécois, créateur de 12 albums et de nombreuses chansons: (Le Bonheur, Ne me dis pas, Au gré des saisons, J’erre, Je ne sais pas, etc) et de plus 1 000 concerts à son actif. 
Il connait un certain succès avec son premier album, principalement avec la chanson Miss Ecstasy. C'est avec Le Cours des jours qu'il se fait réellement connaître. Les chansons Vénus, J'erre, Je vole en éclats et Je ne sais pas connaîtront un vif succès. Il fera la première partie des Cowboys Fringants au Centre Bell le 30 décembre 2003.  D'ailleurs, une tournée pour fêter les 20 ans de l'album sera organisée au Québec en 2023. 
Son album suivant, Fixer le temps, connaîtra lui aussi un succès commercial au Québec.  

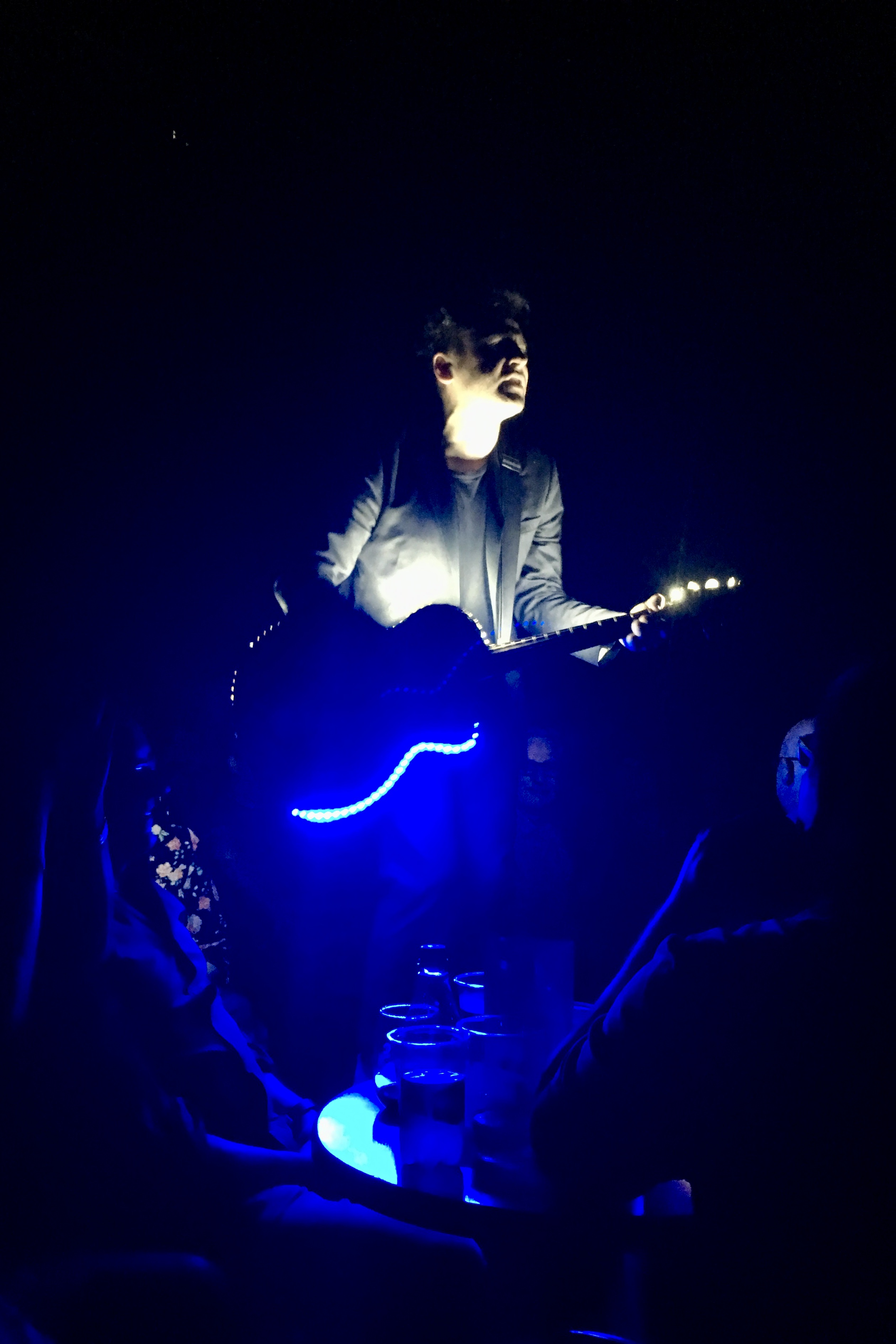
Dumas en spectacle solo à Victoriaville en 2018.

En parallèle à sa carrière sur disque et sur scène, Dumas réalise et écrit pour d’autres artistes en chansons, et compose la musique de documentaires et de films (Un jour sur Mars, récent film du Planétarium Rio Tinto Alcan, « Les compteurs à zéro », chanson thème de Ça sent la coupe et Les Aimants, pour lequel il remporte un IRIS (Jutra) ainsi qu’un prix Félix. Depuis quelques années, il signe les thèmes de plusieurs publicités et de nombreuses émissions télévisuelles (Deuxième chance à Radio-Canada TV, ARTV studio, Formule Diaz), en plus d’y collaborer parfois en tant que chroniqueur.
Il publie en février 2018 son album, Nos Idéaux, réalisé par Gus Van Go.
Dumas compose la musique du film «La course des Tuques».
En juillet 2018, Dumas compose et réalise la pièce Together pour la chanteuse new yorkaise Cyndi Lauper. La session d'enregistrement a lieu le 19 juillet à New York au studio Sear Sound NYC.

## Honneurs
- 2002 - Gala de l'ADISQ - Nomination Révélation de l'année
- 2003 - Gala de l'ADISQ - Nomination Album Rock - album Le cours des jours
- 2003 - Gala de l'ADISQ - Nomination Interprère masculin de l'année
- 2005 - Prix Rapsat-Lelièvre
- 2005 - Prix Jutra de la meilleure bande sonore pour Les Aimants
- 2005 - Prix Félix de la Meilleure bande sonore originale pour Les Aimants
- 2005 - Prix Félix du Spectacle de l'année - Auteur-compositeur-interprète
- 2006 - L'album Le cours des jours certifié disque d'or
- 2006 - Gala de l'ADISQ - Nomination Interprète masculin de l'année
- 2007 - Gala de l'ADISQ Nomination vidéoclip de l'année Au gré des saisons
- 2007 - Gala de l'ADISQ - Nomination Album Pop Rock - Fixer le temps
- 2007 - Gala de l'ADISQ - Nomination chanson populaire de l'année - Au gré des saisons
- 2007 - Gala de l'ADISQ - Nomination Spectacle de l'année - Fixer le temps
- 2007 - Gala de l'ADISQ - Nomination Interprète masculin de l'année
- 2007 - L'album Fixer le temps certifié disque d'or
- 2008 - Prix pour la chanson «Au Gré Des Saisons», qui fait partie des 10 chansons pop ou rock les plus populaires de 2007 dans le cadre du gala annuel de la SOCAN (Société canadienne des auteurs, compositeurs et éditeurs de musique).
- 2009 - Gala de l'ADISQ - Nomination album alternatif de l'année - Nord
- 2010 - Gala de l'ADISQ - Nomination Chanson populaire de l'année - Le Bonheur
- 2010 - Gala de l'ADISQ - Nomination album de l'année Pop Rock - Traces
- 2011 - Prix pour la chanson «Le Bonheur», qui fait partie des 10 chansons pop ou rock les plus populaires de 2010 dans le cadre du gala annuel de la SOCAN (Société canadienne des auteurs, compositeurs et éditeurs de musique).
- 2012 - Gala de l'ADISQ - Nomination Album de l'année - Rock - L'heure et l'endroit
- 2018 - Gala de l'ADISQ - Nomination album pop - Nos Idéaux[6]
- 2019 - Gala de l'ADISQ - Nomination Spectacle de l'année - Nos Idéaux[7]
- 2022 - Gala de l'ADISQ - Nomination Spectacle de l'année - Les cours de jours[8]